# Aareal Bank
Aareal Bank est une banque allemande spécialisée dans l'immobilier. Elle fait partie du MDAX.

## Historique
En décembre 2013, Aareal Bank acquiert Corealcredit à Lone Star pour 486 millions d'euros.
En novembre 2021, Aareal Bank est l'objet d'une offre d'acquisition par un groupe de fonds d'investissement, pour 1,7 milliard d'euros.